# Lin Wen-tang
Lin Wen-tang (nascido em 28 de junho de 1974) é um jogador profissional de golfe taiwanês. Ele provém de uma família de golfistas, com seu pai e seu tio ambos profissionais, e dois irmãos que jogam com ele no Asian Tour.
Já jogou no Asian Tour desde 1998 e conquistou quatro títulos, a primeira conquistada em 2006 no Aberto de Taiwan. Sua segunda vitória no Asian Tour veio em 2007 no Aberto de Brunei, e em em 2008 venceu a primeira edição do Asian Tour International na Tailândia.
Tornou-se profissional em 1996 e representou Taipé Chinês na competição masculina de golfe nos Jogos Olímpicos de Verão de 2016, realizados no Rio de Janeiro, Brasil. Terminou sua participação em quinquagésimo nono lugar no jogo por tacadas.
Em abril de 2008 Lin ficou entre os 100 no ranking mundial de golfe.